# Brough of Birsay

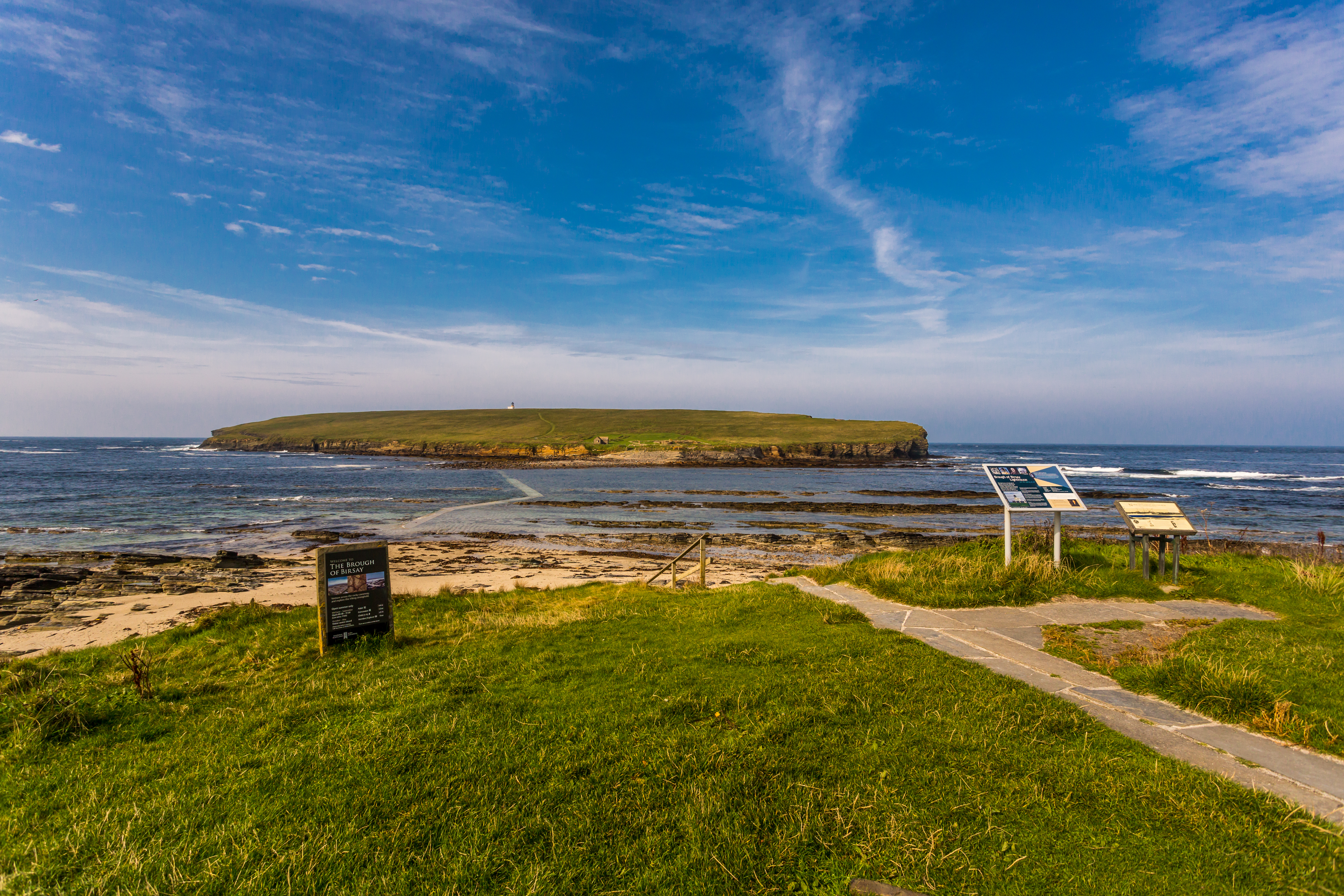
Der Brough im Hintergrund

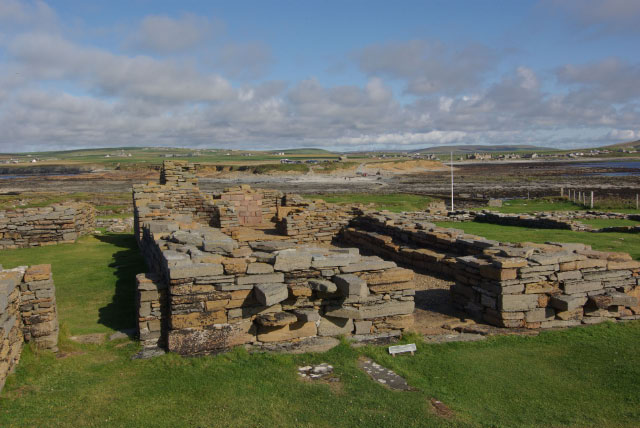
Siedlungsreste

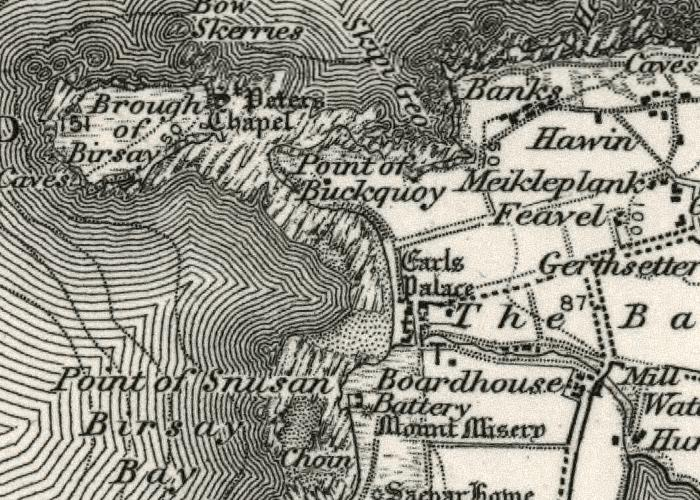
OS-Karte von 1912

Der Brough of Birsay ist eine Gezeiteninsel und Teil einer 21 ha großen Halbinsel auf Mainland, der Hauptinsel der zu Schottland gehörenden Orkneyinseln.
Der Name Birsay bezieht sich auf ein gleichnamiges Kirchspiel, an dessen Nordwestende der Brough liegt. Auf dem zunächst von Pikten, dann vom 9.–12. Jahrhundert n. Chr. von Wikingern bewohnten Brough existieren die Reste einer alten Siedlung.
Hier fanden die Ausgräber mit dem Symbolstein vom Brough of Birsay einen der schönsten piktischen Symbolsteine. Auf ihm sind, neben zwei geometrischen Symbolen, ein sogenanntes Pictish Beast, ein Adler sowie drei mit Schilden und Speeren bewaffnete Krieger eingeritzt. Die ranghöchste Person, erkennbar am schönsten Schild und dem Speer mit der Metallspitze, gleicht einer Ritzung, die man in Jarlshof auf den Shetlandinseln fand. Das Bild der drei Krieger auf dem Symbolstein ist so deutlich, dass es zu der Spekulation einlädt, ob hier ein Orkadischer König dargestellt ist und Birsay sein Königssitz war. Das würde auch erklären, warum die Wikinger den hafenlosen Platz übernahmen. Orkney war zweifellos Teil des Piktischen Königreichs, aber es hatte einen eigenen Herrscher. Adomnan von Iona (628–704) überliefert in „Das Leben des Columba“, dass dieser während seines Besuchs am Hof des Piktenkönig Brude mac Maelchon (Bridei I., etwa 555–587), Sohn von Maelchon in der Nähe von Inverness im Jahre 565 n. Chr. den zeitgenössischen Herrscher der Orkney bat, die Sicherheit seiner Missionare auf den Inseln zu garantieren.
In Birsay, möglicherweise auf dem Brough, befand sich nach der Orkneyinga saga der erste Earlssitz, der seit etwa 880 n. Chr. zu Norwegen gehörenden Orkney. Die Reste eines palastartigen Gebäudes mit zahlreichen Räumen gehören zur Residenz Thorfinns des Mächtigen (1009–1065 n. Chr.).
Wie auf einigen anderen Broughs existierte hier einmal ein Kloster, in dessen Bereich sich die Ruinen einer Kirche aus dem 11. Jahrhundert fanden. Fraglich ist, ob die von Thorfinn gegründete Christ Church mit der auf dem Brough nachgewiesenen identisch ist, denn unter der heutigen Dorfkirche von Birsay kamen bei Grabungen die Fundamente eines großen Gotteshauses zutage. In der Nähe stand einem alten Stich zufolge ein Haus, das die bischöfliche Residenz gewesen sein könnte. Der einzige Beweis ihrer Existenz sind Fensterstürze, die in der neuen Dorfkirche wieder verwendet wurden und die die bischöfliche Inschrift „Mons Bellus“ tragen.
Am nordwestlichen Ende der Insel steht seit 1925 ein kleiner unbemannter, von David Alan Stevenson (1854–1938) erbauter Leuchtturm. Unweit befinden sich der Erdhügel Saevar Howe und der Fundplatz Buckquoy.